# كوريجليا ليجوري
كورليا ليغوري (Coegia) هي بلدية في المدينة الحضرية لجنوة في إقليم ليغوريا شمال غرب إيطاليا، تقع على بعد حوالي 25 كيلومترًا شرق جنوة.
تحد كورليا ليغوري البلديات التالية: شيغانيا، أوريرو، رابالو، سان كولومبانو تشيرتينولي، زوالي.

## التوأمة
- كورليا أنتلمنيللي، إيطاليا (منذ 2005)